# The Filthy Animals
The Filthy Animals fue un equipo de lucha libre profesional que compitió en World Championship Wrestling entre 1999 y 2001.

## Concepto
Se pretendía que Filthy Animals fuera la respuesta de WCW a D-Generation X, uno de los grupos más destacados de la WWF. No eran necesariamente un grupo face o heel, gastaban bromas a villanos y favoritos del público por igual. También se burlaban de luchadores veteranos o robaban carteras. En una ocasión entraron en el vestuario de Ric Flair y robaron una de sus famosas túnicas, que por turnos se pusieron para imitar la forma de andar y el grito característicos de Flair. Cabe reseñar también que su tiempo como parte de Filthy Animals fue uno de los pocos periodos en los que Rey Mysterio luchó sin máscara.

## Historia
Filthy Animals recibió oficialmente este nombre en el episodio de Nitro del 26 de agosto de 1999. Gene Okerlund estaba entrevistando a Billy Kidman en el ring cuando éste declaró que su nuevo grupo de amigos (él mismo, Rey Mysterio, Eddie Guerrero y Konnan) eran "un puñado de animales asquerosos" ("a bunch of filthy animals") que estaban juntos delante y detrás de las cámaras. En las semanas anteriores a este momento, los cuatro ya habían formado equipo contra Dead Pool (Raven, Vampiro y la Insane Clown Posse). Posteriormente su feudo más destacado fue contra The Revolution (Chris Benoit, Dean Malenko, Shane Douglas y Perry Saturn).
Eddie Guerrero inventó algunos de sus números más recordados durante su tiempo con The Filthy Animals, incluyendo su famoso "fake chair knock out" (con el árbitro distraído, Eddie noquearía a un rival de un silletazo, entonces le pondría la silla en las manos y se echaría al suelo como si él mismo fuera el noqueado, y a menudo el árbitro se volvía justo cuando el rival se despertaba y se daba cuenta de que tenía una silla en las manos, lo que le suponía la descalificación. Eddie a veces abría un ojo y miraba o guiñaba al público y les hacía un gesto pidiéndoles silencio).
El grupo también sacó un álbum con todos sus temas de entrada, rapeados por ellos mismos.

## Miembros

### Primera encarnación
Los miembros originales del grupo tras su formación en 1999 eran Konnan, Rey Mysterio, Eddie Guerrero y Billy Kidman, además de Torrie Wilson como valet. Durante este tiempo el grupo era considerado face.

### Segunda encarnación
En 2000 cambiaron a heels, con Guerrero abandonando la formación y entrando Juventud Guerrera y Disqo. Además, Tygress reemplazó a Torrie Wilson como valet del grupo.

### Tercera encarnación
El grupo volvió a cambiar a face en 2001 con las salidas de Disqo y Juventud Guerrera.

## Campeonatos y logros
- World Championship Wrestling
  - Campeonato Mundial Televisivo de WCW (1 vez) - Konnan
  - Campeonato de Peso Crucero de WCW (4 veces) - Mysterio (2), Kidman (1), Disqo (1)
  - Campeonato de Peso Crucero por Parejas de WCW (1 vez) - Mysterio y Kidman
  - Campeonato Mundial por Parejas de WCW (4 veces) - Mysterio y Kidman (1), Mysterio y Konnan (1), Mysterio y Juventud Guerrera (1), Konnan y Kidman (1)

- Datos: Q1086817